# Советская площадь (Ярославль)
Сове́тская пло́щадь (бывшая Ильинская площадь) — главная площадь исторического центра города Ярославля, образованная вокруг церкви Ильи Пророка. Основное место проведения парадов, праздников и других официальных мероприятий.

## История
В середине XVII века в центре Земляного города на месте двух деревянных церквей (Ильинской и Покровской) был сооружён каменный храм Ильи Пророка.
В 1777 году Ярославль становится центром наместничества и в 1778 году Екатериной II был утверждён регулярный план застройки города, разработанный архитектором Иваном Старовым. Храм Ильи Пророка был выбран центром новой планировки. Вокруг него была снесена вся старая застройка и образована просторная главная площадь города, получившая по храму название Ильинской. Площадь была обстроена крупными трёхэтажными зданиями в стиле классицизма, выполненными по проектам первого ярославского губернского архитектора Ивана Левенгагена, — губернских присутственных мест, казённых палат и дворца наместника, и превратилась в административный центр Ярославской губернии. После смерти Екатерины II Павел I отменил наместничества, а дворцы наместников повелел разобрать на кирпич. Из кирпичей дворца наместника, просуществовавшего всего 11 лет, были выстроены казармы кадетского корпуса на Большой Московской улице.
В соответствии с регулярным планом от Ильинской церкви лучами разошлись улицы к проездным башням Земляного города: Рождественская улица к Угличской башне, Угличская — к Власьевской башне и Ильинская — к Семёновской башне. От углов площади к Волжской набережной были проложены Ильинский и Губернаторский переулки.
Частью Ильинской площади был и огромный плац-парад, образованный на месте снесённой гражданской застройки от Ильинской церкви до Медведицкого оврага. Он представлял из себя прямоугольную площадь, ограниченную Ильинским, Флоровским, Спасо-Пробоинским и Косьмо-Демьянским храмами. В 1820-х Флоровская церковь была разобрана, Медведицкий овраг частично засыпан и Ильинская площадь фактически слилась с Соборной площадью в Рубленом городе. За плац-парадом со временем закрепилось собственное название — Парадная площадь.
В XIX веке на пустыре, где ранее располагался дворец наместника, было построено небольшое двухэтажное здание полицейского управления, за которым в 1820-х годах появились корпуса Мытного двора, возведённые по проекту Петра Панькова.
В 1829 году на пересечении Воскресенской улицы с плац-парадом был воздвигнут памятник Павлу Демидову. А в 1885-м глава города Иван Вахрамеев на собственные средства разбил на площади сад, до 1918 года носивший название Вахромеевский. В 1896 году вокруг Ильинского храма построили ограду по проекту академика Андрея Павлинова.
За площадью сохранялось и старинное торговое значение — ежегодно с 5 по 25 марта на ней проходила весьма бойкая и весёлая ярмарка.
В 1918 году большевики переименовали Ильинскую площадь в Советскую по названию своих органов управления — «советов», занявших здания на Ильинской площади. В ноябре следующего года на площади установили гипсовый бюст В. И. Ульянова-Ленина, вскоре разрушенный дождями.
В 1930 году в северном углу площади был построен невзрачный жилой дом (Народный пер., 6). В 1938 году вплотную к нему, на углу площади с Советской улицей, возведено жилое здание в стиле классицизма, гармонировавшее с корпусом присутственных мест.
В конце 1970-х годов были найдены чертежи дворца наместника. И как раз к этому времени обком КПСС вознамерился выстроить себе новое здание. Тотчас возникла блестящая идея: восстановить дворец наместника и отдать его обкому. Несмотря на то, что из Москвы пришло согласие на восстановление дворца, ярославский обком передумал и потребовал здание с большей площадью. Здание бывшего полицейского управления и часть зданий Мытного рынка были снесены и на их месте в 1981 году построено трапециевидное здание обкома КПСС (сейчас в нём располагается правительство Ярославской области). Ансамбль Советской площади был разрушен, новое здание подавило древнюю церковь, где ранее она доминировала. После чего последовал снос оставшихся корпусов Мытного рынка. Также были предприняты попытки снести часовню Александра Невского, но это вызвало большой общественный резонанс и часовня сохранилась.

## Здания и сооружения
- № 1 — Ярославская областная дума (до 2008 года располагалась в здании № 5); контрольно-счетная палата Ярославской области; территориальное управление федеральной службы финансово-бюджетного надзора в Ярославской области. Бывшее здание казённых палат, построенное в 1785—1787 годах.
- № 2 — Музей зарубежного искусства. Бывший дом Сорокиной, построенный в 1816 году[4]
- № 3 — Здание правительства Ярославской области, построенное в 1981 году.
- № 5 — Здание Губернских присутственных мест, построенное в 1781—1785 годах.
- № 7 — Церковь Ильи Пророка, построенная в 1650 году.